# ローラン・ブロシャール
ローラン・ブロシャール（Laurent Brochard、1968年3月26日- ）は、フランスのル・マン出身の自転車競技選手。現在、現役続行を希望しながらも、チーム無所属。

## 経歴
1992年にカストラマと契約を結んでプロ選手となる。1994年にレギオ・ツアー総合優勝。1995年にフェスティナに移籍。1996年、ツール・デュ・リムザン総合優勝。同年のツール・ド・フランスでは総合18位。
1997年、スペインのサン・セバスティアンで開催された、世界自転車選手権の個人ロードレースを優勝。
1998年のツール・ド・フランスでは後にフェスティナ事件と称される大規模ドーピングスキャンダルに当事者として関わることとなった。警察の取り調べで自身が（UCIの禁止薬物に指定されてはいないが）パフォーマンス向上物質であるエリスロポエチンを使用したことを認めた。更に検査の結果、サンプルから微量のアンフェタミンが検出された。これを受けてフランス車連から当時としては異例の長さだった6ヶ月の出場停止処分を言い渡された。
2000年にジャン・ドラトゥールに移籍。2002年のツール・ド・ポローニュにおいて総合優勝。AG2R・プレヴォワイアンスに移籍した2003年には、クリテリウム・アンテルナシオナルにおいて総合優勝を果たした。
2005年、ブイゲ・テレコムに移籍。2007年のツール・ド・ロマンディにおいて山岳賞を獲得したが、同年のシーズンを最後に契約が打ち切られた。